# بيسيلا دي فالديرادوي
بيسيلا دي فالديرادوي (بالإسبانية: Becilla de Valderaduey)‏ هي بلدية تقع في مقاطعة بلد الوليد، قشتالة وليون بإسبانيا. حسب تعداد 2004 (المعهد الوطني للإحصائيات) كان عدد سكان البلدية 362 نسمة.